# Lars-Åke Bergseije
Lars-Åke Bergseije ist ein ehemaliger schwedischer Skispringer.

## Werdegang
Sein internationales Debüt feierte Bergseije im Rahmen der Vierschanzentournee 1954/55 beim Springen in Garmisch-Partenkirchen. Dabei erreichte er auf Anhieb Rang acht, was zudem das beste Einzelresultat der Karriere war. Nachdem er mit Rang 16 in Innsbruck auch in seinem zweiten Tournee-Springen einen guten Platz erreicht hatte, belegte er am Ende mit 401 Punkten Rang 19 der Tournee-Gesamtwertung. Bei der Vierschanzentournee 1959/60 startete er bei allen vier Springen. Bestes Ergebnis war Rang 15 in Innsbruck. Am Ende gewann er insgesamt 788,8 Punkte und belegte damit Rang 16 der Tournee-Gesamtwertung.
Bei den Nordischen Skiweltmeisterschaften 1962 in Zakopane erreichte Bergseije von der Normalschanze Rang 32 und von der Großschanze Rang 24.

## Erfolge

### Vierschanzentournee-Platzierungen
| Saison  | Platz | Punkte |
| ------- | ----- | ------ |
| 1954/55 | 19.   | 401,0  |
| 1959/60 | 16.   | 788,8  |